# Vectorkwantisatie
Vectorkwantisatie is een klassieke kwantisatietechniek om signalen te verwerken die toestaat om een schaalmodel te maken (modelleren) van de waarschijnlijkheidsverdelingsfuncties (de kans dat iets voorkomt) door de distributie van prototype vectoren.

## Werking
Het werd oorspronkelijk gebruikt voor gegevenscompressie en werkt door het opdelen van een grote serie van punten in groepen met ongeveer hetzelfde aantal punten. Elke groep is vertegenwoordigd door zijn zwaartepunt, zoals in k-means en sommige andere algoritmes voor clusteranalyse.
De dichtheid van de passende eigenschap van vectorkwantisatie is krachtig, voornamelijk om de dichtheid te identificeren van grote en moeilijke gegevens (bijvoorbeeld 3D-beelden). Aangezien datapunten worden voorgesteld door de index van hun dichtste zwaartepunt, hebben vaak voorkomende gegevens een kleine afwijking en zeldzame gegevens een grote afwijking. Dit is waarom vectorkwantisatie geschikt is voor verlieshebbende datacompressie. Ook kan het gebruikt worden voor datacorrectie met verlies en om de dichtheid in te schatten.